# Powielacz elektronowy

Detektor promieniowania jonizującego. Promieniowanie pada na scyntylator wywołując błysk światła, które pada na fotokatodę wywołując emisję elektronów. Elektrony są powielane w powielaczu elektronowym.

Schemat działania kanalikowego powielacza elektronów.

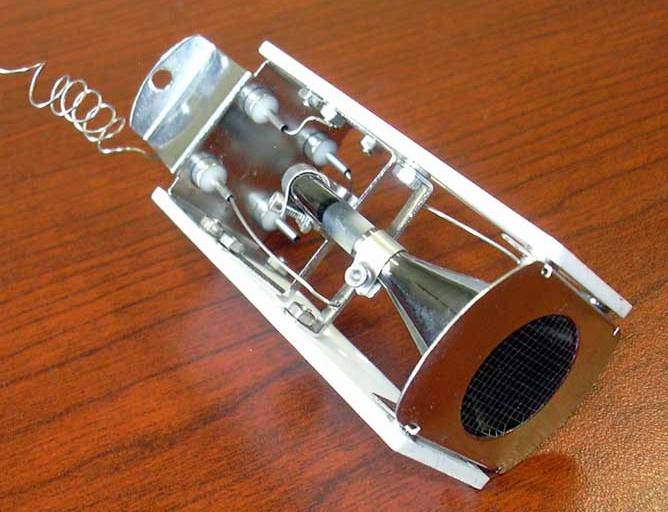
Powielacz elektronów z ciągłą dynodą.

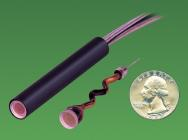
Kanalikowy fotopowielacz, w obudowie i bez obudowy. Kręta rurka to kanalikowy powielacz elektronów.

Powielacz elektronowy – samodzielne urządzenie lub element innego, będący lampą próżniową wzmacniającą słabe impulsy elektronowych poprzez wykorzystanie emisji wtórnej.
Powielacz składa się z serii elektrod zwanych dynodami podłączonych do coraz wyższego napięcia, wykonywane są ze stopów metali z dodatkiem berylu, a ich powierzchnia poddawana jest procesowi aktywacji. Dynody są odpowiednio ukształtowane tak by elektrony wyemitowane z poprzedniej trafiały na kolejną. Różnica potencjałów między nimi wynosi od 200 do 500 V. Elektron padając na dynodę wywołuje emisję wtórną kilku do kilkunastu elektronów. Powielacz zawiera kilka do kilkunastu dynod, ostatnia elektroda nie jest dynodą a anodą, przechwytuje wytworzone elektrony umożliwiając zliczenie ich.

## Charakterystyka
Powielacze elektronowe charakteryzuje bardzo duże wzmocnienie sygnału, jednemu elektronowi na wejściu odpowiada impuls o ładunku współczynnik emisji wtórnej do potęgi liczba dynod, który może być mierzony mikroamperomierzem lub rejestrowany przez urządzenia do mierzenia natężenia prądu.
Idealny powielacz elektronowy charakteryzuje zerowe natężenie prądu na wyjściu gdy nie pada na pierwszą dynodę rejestrowane promieniowanie lub cząstki. W rzeczywistym powielaczu występuje niewielki prąd przy braku elektronów pierwotnych, zwany prądem ciemnym, jest on wywołany emisją termoelektronową, emisją elektronów z materiałów mocujących elektrody, oraz emisją polową. Typowy powielacz elektronowy charakteryzuje prąd ciemny o natężeniu mniejszym niż 1 pikoamper. Powyższe zjawiska wywołują także szum. Powielacze elektronowe charakteryzuje bardzo duży odstęp szumu do sygnału na poziomie 106.
Powielacze elektronowe są stosowane jako detektory elektronów, jonów, promieniowania ultrafioletowego i miękkiego promieniowania X. O zastosowaniu decyduje pierwsza dynoda, która w wyniku działania rejestrowanych cząstek lub promieniowania emituje elektrony. Stosowane praktycznie powielacze elektronów mają nawet 24 dynody i osiągają wzmocnienie do 108.
Jeżeli elektrony do powielacza uzyskuje się w wyniku zjawiska na pierwszej elektrodzie, to urządzenie takie nazywa się fotopowielaczem.

## Tryby pracy
Powielacz elektronów może pracować w trybie impulsowym lub analogowym.
W trybie impulsowym, każdy elektron pierwotny lub jon generuje na wyjściu impuls, impulsy są zliczane.
W trybie analogowym, stosowanym przy dużej liczbie rejestrowanych cząstek, sygnał wyjściowy traktuje się jako analogowy proporcjonalny do liczby zarejestrowanych jonów.

## Czas martwy
Elektron pierwotny generuje na wyjściu powielacza impuls o określonym czasie trwania. Pobudzenie powielacza w czasie trwania impulsu nie wygeneruje nowego a jedynie przedłuży już trwający. Czas nieaktywności nazywa się czasem martwym powielacza. Dla typowego powielacza czas martwy mieści się w zakresie 15–20 nanosekund i zależy od napięcia przyłożonego do powielacza. Do poprawnego zliczania rejestrowanych cząstek o dużym natężeniu stosuje się wzór korekcyjny:
{\displaystyle n={\frac {n_{0}}{1-n_{0}\tau }},}
gdzie:
{\displaystyle n} – rzeczywista liczba rejestrowanych w jednostce czasu cząstek,
{\displaystyle n_{0}} – liczba cząstek w jednostce czasu wskazanych przez układ zliczający,
{\displaystyle \tau } – czas martwy układu zliczającego.

## Powielacz o ciągłej dynodzie
Szczególnymi rodzajami powielaczy elektronów są powielacze o ciągłej dynodzie. Powielacz taki jest rurką wykonaną z izolatora powleczoną od wewnątrz warstwą półprzewodnika. By zwiększyć szansę zderzenia elektronu z powielaczem rurka jest wygięta. Wśród powielaczy z dynodą ciągłą wyróżnia się powielacze kanalikowe, Płytki mikrokanalikowe.